# The Little Old Log Cabin in the Lane
«The Little Old Log Cabin in the Lane» — песня американского поэта и композитора Уилла Хэйса, выпущенная в 1871 году в популярном тогда формате партитуры с иллюстрациями. В конце XIX — начале XX века произведение записывали различные артисты, в числе которых Лэн Спенсер и Весс Оссман, The Edison Male Quartette и Альма Глюк. Наибольшую известность песня получила в 1923 году в исполнении Фиддлин Джона Карсона, став первой коммерчески успешной записью в стиле кантри и обозначив зарождение кантри-индустрии. Именно эта версия включена в Зал славы премии «Грэмми» (1998).

## История
Как и многие ранние песни «хиллбилли», «The Little Old Log Cabin in the Lane» пришла из популярной музыки XIX века, сочинявшейся профессиональными авторами — так называемых «песен для гостиной» (англ. parlor songs), издававшихся в виде партитур, щедро сдобренных иллюстрациями. Произведения такого рода ориентировались на городской средний класс, представляя слушателю романтические истории о жизни сельского Юга США. В репертуар же самих южан они попали гораздо позже — уже после того как утратили популярность у своей целевой аудитории. Тем не менее многие собиратели песен тех времён не были осведомлены об этом и ошибочно позиционировали их как народные.
«The Little Old Log Cabin in the Lane» была написана в 1871 году как номер для менестрель-шоу автором свыше 300 песен Уиллом Хэйсом, чьё сентиментальное творчество в виде партитур разошлось тиражом более 20 млн копий. Как отмечает кантри-музыковед Билл Малоун, изначально песня являлась типичным для менестрелей номером «стенаний верного раба», по сюжету наблюдающего как его хижина приходит в упадок, после того как он сам остался без хозяев. В оригинальном варианте, согласно Малоуну, её можно интерпретировать как попытку отстоять представления о гармоничности взаимоотношений между чёрными и белыми на Юге США тех времён или о неспособности раба привыкнуть к свободе. Впоследствии, как и многие песни из менестрелей, она потеряла расовую подоплёку и стала трактоваться как скорбное произведение об утраченном сельском доме вообще.
Впервые песню записали Лэн Спенсер и банджоист Весс Оссман в 1898, а затем в 1904 году; в 1907 свои версии сделали Кэрролл Си Кларк (тоже c Оссманом) и The Edison Male Quartette; позднее ещё один вариант представила оперная певица Альма Глюк. В 1923 году песню выпустил Фиддлин Джон Карсон с композицией «The Old Hen Cackled and the Rooster’s Going to Crow» на другой стороне пластинки. В интерпретации Карсона «The Little Old Log Cabin in the Lane» превратилась в трогательную историю о фермере, вспоминающем в конце жизни о двух своих настоящих друзьях — собаке и любимом доме. К тому моменту США уже эволюционировали из преимущественно аграрного государства в главным образом урбанизированное и трек послужил своеобразным воспоминанием о разрушенном сельском укладе и особенно апеллировал к жителям южных регионов, которых такие перемены затронули сильнее всего, начиная со времён Гражданской войны.
Тем не менее продюсера Карсона, Ральфа Пира, запись сперва совсем не впечатлила и поэтому пластинка была издана лейблом Okeh Records в количестве всего лишь 500 копий и даже без регистрации в каталоге компании. Но в итоге она оказалась крайне востребованной — на проходившем вскоре после релиза конкурсе фиддлеров предприимчивый Карсон распродал весь тираж прямо со сцены. Местные дилеры тут же начали присылать лейблу заказы на пластинку и в конце концов она была перевыпущена уже с серийным номером и включена в каталог. На заре музыкальной индустрии ещё не существовало чартов Billboard или соглашений о выплате роялти, поэтому точно посчитать продажи записи невозможно. По приблизительным оценкам кантри-музыковеда Чарльза Вульфа, с учётом того, что коллекционеры находят экземпляры пластинки по сей день, она разошлась в количестве около 100 тыс. копий. Сам же Ральф Пир говорил о продажах свыше 500 тыс. штук. В еженедельном американском хит-параде песен, составленном исследователем чартов Джоэлом Уитбёрном на основе различных песенных рейтингов времён выхода пластинки Карсона, композиция достигла позиции № 9.
В исполнении Карсона «The Little Old Log Cabin in the Lane» стала первой коммерчески успешной записью в стиле кантри. Успех этой интерпретации побудил музыкальную индустрию обратить внимание на других белых сельских исполнителей с Юга США. Таким образом, как отмечает Малоун, пластинка Карсона обозначила зарождение кантри-индустрии. На волне популярности версии Карсона, произведение позже записывали Райли Пакетт (1924), Анкл Дейв Мэйкон (1924) и Эрнест Стоунман со своей группой Dixie Mountaineers (1927). Кроме того, под вдохновением от композиции было сочинено несколько популярных песен, таких как «Little Old Sod Shanty», «Little Joe the Wrangler» и «Little Red Caboose Behind the Train». В 1998 году версия Фиддлин Джона Карсона была включена в Зал славы премии «Грэмми».

## Текст
Текст песни по версии Фиддлин Джона Карсона:
Now I’m getting old and feeble and I cannot work no more

That rusted bladed hoe I’ve laid to rest

Old master and old missus they are sleeping side by side

Their spirits now are roaming with the blesssed

Things have changed about the place now

And the darkies they have gone I used to hear them singing in the cane

But the only friend that’s left here Is that good old dog of mine

And the little old log cabin in the lane
The chimney’s falling down and the roof’s all caved in

Lets in the sunshine and the rain

But there’re angels watching over me when I lay down to sleep

In my little old log cabin in the lane

Now the footpath is growed up that led us round the hill

The fences are all going to decay,

The pond it’s done dried up where we once did go to mill

Things have turned its course another way

Well I ain’t got long to stay here what little time I’ve got

I’ll try and rest contented while remain

Until death shall call this dog and me to find a better home

Than our little old log cabin in the lane.

The chimney’s falling down and the roof’s all caved in

Lets in the sunshine and the rain

But there’re angels watching over me when I lay down to sleep

In my little old log cabin in the lane

## Комментарии
1. ↑  Оригинальное название — «The Little Old Cabin in the Lane», но впоследствии, после появления различных переработанных версий, прижился вариант со словом «Log»[1]. Именно под таким названием Фиддлин Джоном Карсоном записана исторически значимая версия этой композиции[2]